# 神山四郎
神山 四郎（こうやま しろう、1919年8月10日 - 1996年12月31日）は、日本の西洋史学者、慶應義塾大学名誉教授。

## 来歴
東京生まれ。慶應義塾大学文学部卒業。慶大文学部助教授、教授、1985年定年退任、名誉教授。専門は歴史哲学、比較文明論、福沢諭吉研究。

## 著書
- 『転換期に立つ近代思想 近代思想史研究序説』世界書院 1957
- 『歴史入門』1965 講談社現代新書
- 『歴史哲学』慶応通信 1967
- 『歴史の探究』日本放送出版協会（NHK市民大学叢書）1968
- 『比較文明と歴史哲学』刀水書房 1995

### 翻訳
- ヨゼフ・ロゲンドルフ『論理学要説 真理の問題』小林珍雄共訳 エンデルレ書店 1946
- ヨゼフ・ロルツ『教会史』ドン・ボスコ社 1956
- W.H.ウォルシュ『歴史哲学』創文社 1978

## 参考
- 「比較文明と歴史哲学」著者紹介